# Емма Такер
Емма Джейн Такер (англ. Emma Jane Tucker; нар. 24 жовтня 1966) — британська журналістка, головна редакторка газети «Волл-стріт джорнел» (The Wall Street Journal). Вона стала першою в історії цієї газети жінкою, яка зайняла найвищий редакторський пост. Раніше вона була редакторкою газети «Санді таймс» (The Sunday Times) і заступницею редактора «Таймс» (The Times).

## Біографія
Такер народилася 24 жовтня 1966 року у Лондоні, Англія, в сім'ї Ніколаса Такера і Жаклін Ентоні. Вона навчалася у Західноамериканському коледжі об'єднаного світу Арманда Гаммера та навчалася на програмі «філософія, політика та економіка» в Університетському коледжі Оксфордського університету. Після завершення школи вона дописувала до деяких національних британських газет, зокрема «Ґардіан» (The Guardian).
У 1990 році вона прийшла на стажування до британської ділової газети «Файненшл таймс» (Financial Times). Такер висвітлювала Палату громад та писала колонку на тему грошових ринків. З 1994 до 2000 року вона працювала кореспонденткою в Брюсселі, а наступні три роки — у Берліні. Згодом стала редакторкою FT Weekend, суботнього випуску газети.
У 2007 році Такер перейшла на роботу до «Таймс» молодшою фічер-редакторкою (англ. associate features editor), згодом зайняла посаду редакторки видання Times2. У 2012 стала редакційною директоркою «Таймс», а у 2013 році — заступницею головного редактора Джона Вітероу.
У 2020 році Такер перейшла до «Санді таймс» — іншої британської газети, яка належить компанії News Corp. Вона обійняла посаду редакторки газети, ставши першою жінкою на чолі редакції цього видання за понад сто років.
У 2023 році Такер була призначена на позицію головної редакторки газети «Волл-стріт джорнел», одного із найбільших американських новинних видань (також є частиною News Corp). Вона стала першою жінкою-редакторкою газети в її 133-річній історії.
Такер одружена вдруге, її чоловік — науковець Петер Андреас Говарт (Peter Andreas Howarth). Вона має трьох синів від першого шлюбу.